# Cephalotes poinari
Cephalotes poinari är en myrart som beskrevs av Baroni Urbani 1999. Cephalotes poinari ingår i släktet Cephalotes och familjen myror. Inga underarter finns listade.